# Reinhardt
El nom i cognom Reinhardt:
- André Reinhardt (Schnceberg, vers el segle XVII), organista alemany
- Dirk Reinhardt (Bergneustadt, Rin del Nord-Westfàlia, Alemanya, 1963) historiador i autor de literatura infantil i juvenil alemany
- Django Reinhardt (Liverchies, Valònia, 1910 - París, 1953), guitarrista de jazz
- Dominik Reinhardt (1984, Leverkusen), futbolista alemany
- Heinrich Reinhardt (Presburg, 1865 - Viena, Àustria), compositor
- Max Reinhardt (Baden, 1873 - Nova York, 1943), actor i director d'escena austríac
- Walter Reinhardt (~1725 – 1778) militar europeu